# Васильєв Сергій Анатолійович
Сергій Анатолійович Васильєв (рос. Серге́й Анатольевич Васильев; нар. 3 листопада 1982, Старий Оскол, РРФСР, СРСР) — російський та український футболіст, нападник та півзахисник.

## Життєпис

### Ранні роки та виступи в Україні та Білорусі
Сергій Васильєв народився 3 листопада 1982 року в місті Старий Оскол. Вихованець місцевої ДЮСШ, перший тренер — Олександр Миколайович Філіпповю. Дорослу футбольну кар'єру розпочав у 2002 році, в складі друголігового фарм-клубу харківського «Металіста», «Металісті-2». Дебютував за другу команду харків'ян 24 березня 2002 року в програному (0:2) виїзному поєдинку 18-го туру групи В другої ліги чемпіонату України проти дніпропетровського «Дніпра-3». Сергій вийшов на поле в стартовому складі та відіграв увесь матч. Дебютним голом у футболці «Металіста-2» відзначився 20 квітня 2002 року на 74-ій хвилині переможного (1:0) домашнього поєдинку 23-го туру групи «В» другої ліги чемпіонату України проти дніпродзержинської «Сталі». Васильєв вийшов на поле на 71-ій хвилині, замінивши Ігора Чередніченка. Наступного сзону був переведений до першої команди клубу. Дебютував у футболці «Металіста» 4 серпня 2002 року в нічийному (1:1) виїзного поєдинку 6-го туру вищої ліги чемпіонату України проти олександрійської «Поліграфтехніка». Сергій вийшов на поле на 46-ій хвилині, замінивши Ігора Шопіна. У футболці «Металіста» в чемпіонаті України зіграв 14 матчів, у кубку України — 2 поєдинку. У складі «Металіста-2» в чемпіонаті України зіграв 23 матчі та відзначився 4-ма голами.
У 2004 році перейшов до новополоцького «Нафтана», в складі якого зіграв 13 матчів у чемпіонаті Білорусі (ще 11 матчів та 2-ма забитими м'ячами відзначився в першості дублерів).

### Повернення до Росії
У 2005 році перейшов до аматорського клубу «Губкін». В наступному сезоні дебютував за команду в другому дивізіоні, в складі якого зіграв 10 матчів. У 2006 році перейшов до владикавказького «Спартака», в складі якого зіграв 11 матчів та відзначився 1-им голом. 
З 2008 по 2017 роки захищав кольори клубів «Металург-Оскол», «Факел» (Воронеж), «Тамбов» та «Енергомаш».

### Особисте життя
Освіта середня, студент 4-го курсу Сучасної гуманітарної академії зі Старого Оскола.